# رابطة الاشتراكيين الإيرانيين
رابطة الاشتراكيين للحركة الوطنية الإيرانية (بالفارسية: جامعه سوسیالیست‌های نهضت ملی ایران) أو رابطة الاشتراكيين الإيرانيين (بالفارسية: جامعه سوسیالیست‌های ایران) كانت حزبًا اشتراكيًا قوميًا في إيران.
انضم الحزب رسمياً إلى الاشتراكية الدولية فور إنشائها. 
تأسس الحزب عام 1960 من قبل نشطاء القوة الثالثة بقيادة خليل المالكي وعدد من القوميين الراديكاليين، معظمهم من ذوي الميول الديمقراطية الاجتماعية وبعض الأعضاء من ذوي الميول الاشتراكية الإسلامية. وكان حسين مالك وأحمد سيد جوادي وجلال آل أحمد من بين الأشخاص المرتبطين بالجماعة. 
كان التنظيم عضوا مؤسسا للجبهة الوطنية  وكان يعتبر «اليسار المتطرف» داخل الجبهة.  انفصل عن الجبهة وانضم للجبهة الوطنية الديمقراطية بعد الثورة الإيرانية.  في الانتخابات الرئاسية الإيرانية عام 1980، دعم الحزب مرشح حركة مجاهدي خلق مسعود رجوي. 